# Albisola Superiore
Albisola Superiore (Genoese dialect: D'äto d'Arbisseua ) là một đô thị ở tỉnh Savona ở vùng Liguria của Ý, có khoảng cách khoảng 35 km về phía tây nam của Genova và khoảng 5 km về phía đông bắc của Savona.
Albisola Superiore giáp các đô thị: Albissola Marina, Cairo Montenotte, Celle Ligure, Pontinvrea, Savona, và Stella.